# Timonius alius
Timonius alius är en måreväxtart som beskrevs av Steven P. Darwin. Timonius alius ingår i släktet Timonius och familjen måreväxter. Inga underarter finns listade i Catalogue of Life.